# Atlétika az 1948. évi nyári olimpiai játékokon
Az 1948. évi nyári olimpiai játékokon az atlétika műsorán harminchárom versenyszám szerepelt, újra megtartották a férfi tíz kilométeres gyaloglást, a női számok távolugrással és súlylökéssel bővültek.

## Éremtáblázat
A táblázatban a rendező ország csapata és a magyar csapat eltérő háttérszínnel, az egyes számoszlopok legmagasabb értéke vagy értékei vastagítással kiemelve.
| Az 1948. évi nyári olimpiai játékok éremtáblázata atlétikában | Az 1948. évi nyári olimpiai játékok éremtáblázata atlétikában | Az 1948. évi nyári olimpiai játékok éremtáblázata atlétikában | Az 1948. évi nyári olimpiai játékok éremtáblázata atlétikában | Az 1948. évi nyári olimpiai játékok éremtáblázata atlétikában | Olimpia  |
| ------------------------------------------------------------- | ------------------------------------------------------------- | ------------------------------------------------------------- | ------------------------------------------------------------- | ------------------------------------------------------------- | -------- |
|                                                               | Ország                                                        | Arany                                                         | Ezüst                                                         | Bronz                                                         | Összesen |
| 1.                                                            | Egyesült Államok (USA)                                        | 12                                                            | 5                                                             | 10                                                            | 27       |
| 2.                                                            | Svédország (SWE)                                              | 5                                                             | 3                                                             | 5                                                             | 13       |
| 3.                                                            | Hollandia (NED)                                               | 4                                                             | 0                                                             | 2                                                             | 6        |
| 4.                                                            | Franciaország (FRA)                                           | 2                                                             | 3                                                             | 3                                                             | 8        |
| 5.                                                            | Magyarország (HUN)                                            | 2                                                             | 0                                                             | 1                                                             | 3        |
| 6.                                                            | Ausztrália (AUS)                                              | 1                                                             | 3                                                             | 2                                                             | 6        |
| 7.                                                            | Olaszország (ITA)                                             | 1                                                             | 3                                                             | 1                                                             | 5        |
| 8.                                                            | Finnország (FIN)                                              | 1                                                             | 2                                                             | 0                                                             | 3        |
| 8.                                                            | Jamaica (JAM)                                                 | 1                                                             | 2                                                             | 0                                                             | 3        |
| 10.                                                           | Argentína (ARG)                                               | 1                                                             | 1                                                             | 0                                                             | 2        |
| 10.                                                           | Csehszlovákia (TCH)                                           | 1                                                             | 1                                                             | 0                                                             | 2        |
| 12.                                                           | Ausztria (AUT)                                                | 1                                                             | 0                                                             | 1                                                             | 2        |
| 12.                                                           | Belgium (BEL)                                                 | 1                                                             | 0                                                             | 1                                                             | 2        |
|                                                               |                                                               |                                                               |                                                               |                                                               |          |
| 14.                                                           | Nagy-Britannia (GBR)                                          | 0                                                             | 6                                                             | 1                                                             | 7        |
| 15.                                                           | Svájc (SUI)                                                   | 0                                                             | 1                                                             | 1                                                             | 2        |
| 16.                                                           | Ceylon (CEY)                                                  | 0                                                             | 1                                                             | 0                                                             | 1        |
| 16.                                                           | Norvégia (NOR)                                                | 0                                                             | 1                                                             | 0                                                             | 1        |
| 16.                                                           | Jugoszlávia (YUG)                                             | 0                                                             | 1                                                             | 0                                                             | 1        |
|                                                               |                                                               |                                                               |                                                               |                                                               |          |
| 19.                                                           | Panama (PAN)                                                  | 0                                                             | 0                                                             | 2                                                             | 2        |
| 20.                                                           | Dánia (DEN)                                                   | 0                                                             | 0                                                             | 1                                                             | 1        |
| 20.                                                           | Kanada (CAN)                                                  | 0                                                             | 0                                                             | 1                                                             | 1        |
| 20.                                                           | Törökország (TUR)                                             | 0                                                             | 0                                                             | 1                                                             | 1        |
|                                                               |                                                               |                                                               |                                                               |                                                               |          |
| Összesen                                                      | Összesen                                                      | 33                                                            | 33                                                            | 33                                                            | 99       |

## Érmesek

### Férfi számok
| Az 1948. évi nyári olimpiai játékok érmesei férfi atlétikában |                                                                                           |            |                                                                                              |           |                                                                                         |           |
| Versenyszám                                                   | Arany                                                                                     | Arany      | Ezüst                                                                                        | Ezüst     | Bronz                                                                                   | Bronz     |
| 100 m                                                         | Harrison Dillard · Egyesült Államok (USA)                                                 | 10,3       | Barney Ewell · Egyesült Államok (USA)                                                        | 10,4      | Lloyd LaBeach · Panama (PAN)                                                            | 10,4      |
| 200 m                                                         | Mel Patton · Egyesült Államok (USA)                                                       | 21,1       | Barney Ewell · Egyesült Államok (USA)                                                        | 21,1      | Lloyd LaBeach · Panama (PAN)                                                            | 21,2      |
| 400 m                                                         | Arthur Wint · Jamaica (JAM)                                                               | 46,2       | Herb McKenley · Jamaica (JAM)                                                                | 46,4      | Mal Whitfield · Egyesült Államok (USA)                                                  | 46,8      |
| 800 m                                                         | Mal Whitfield · Egyesült Államok (USA)                                                    | 1:49,2     | Arthur Wint · Jamaica (JAM)                                                                  | 1:49,5    | Marcel Hansenne · Franciaország (FRA)                                                   | 1:49,8    |
| 1500 m síkfutás                                               | Henry Eriksson · Svédország (SWE)                                                         | 3:49,8     | Lennart Strand · Svédország (SWE)                                                            | 3:50,4    | Willem Slijkhuis · Hollandia (NED)                                                      | 3:50,4    |
| 4 × 100 m                                                     | Egyesült Államok (USA) · Barney Ewell · Lorenzo Wright · Harrison Dillard · Mel Patton    | 40,6       | Nagy-Britannia (GBR) · Jack Archer · Jack Gregory · Alastair McCorquodale · Kenneth Jones    | 41,3      | Olaszország (ITA) · Michele Tito · Enrico Perucconi · Antonio Siddi · Carlo Monti       | 41,5      |
| 4 × 400 m                                                     | Egyesült Államok (USA) · Arthur Harnden · Clifford Bourland · Roy Cochran · Mal Whitfield | 3:10,4     | Franciaország (FRA) · Jean Kérébel · Francis Schewetta · Robert Chef d’Hôtel · Jacques Lunis | 3:14,8    | Svédország (SWE) · Kurt Lundquist · Lars-Erik Wolfbrandt · Folke Alnevik · Rune Larsson | 3:16,0    |
| 5000 m                                                        | Gaston Reiff · Belgium (BEL)                                                              | 14:17,6    | Emil Zátopek · Csehszlovákia (TCH)                                                           | 14:17,8   | Willem Slijkhuis · Hollandia (NED)                                                      | 14:26,8   |
| 10 000 m síkfutás                                             | Emil Zátopek · Csehszlovákia (TCH)                                                        | 29:59,6 OR | Alain Mimoun · Franciaország (FRA)                                                           | 30:47,4   | Bertil Albertsson · Svédország (SWE)                                                    | 30:53,6   |
| 110 m gát                                                     | William Porter · Egyesült Államok (USA)                                                   | 13,9       | Clyde Scott · Egyesült Államok (USA)                                                         | 14,1      | Craig Dixon · Egyesült Államok (USA)                                                    | 14,1      |
| 400 m gát                                                     | Roy Cochran · Egyesült Államok (USA)                                                      | 51,1       | Duncan White · Ceylon (CEY)                                                                  | 51,8      | Rune Larsson · Svédország (SWE)                                                         | 52,2      |
| 3000 m akadály                                                | Tore Sjöstrand · Svédország (SWE)                                                         | 9:04,6     | Erik Elmsater · Svédország (SWE)                                                             | 9:08,2    | Göte Hangström · Svédország (SWE)                                                       | 9:11,8    |
| 10 kilométeres gyaloglás                                      | John Mikaelsson · Svédország (SWE)                                                        | 45:13,2    | Ingemar Johansson · Svédország (SWE)                                                         | 45:43,8   | Fritz Schwab · Svájc (SUI)                                                              | 46:00,2   |
| 50 kilométeres gyaloglás                                      | John Ljunggren · Svédország (SWE)                                                         | 4:41:52,0  | Gaston Godel · Svájc (SUI)                                                                   | 4:48:17,0 | Tebbs Lloyd-Johnson · Nagy-Britannia (GBR)                                              | 4:48:31,0 |
| Maraton                                                       | Delfo Cabrera · Argentína (ARG)                                                           | 2:34:51,6  | Tom Richards · Nagy-Britannia (GBR)                                                          | 2:35:07,6 | Étienne Gailly · Belgium (BEL)                                                          | 2:35:33,6 |
| Magasugrás                                                    | John Winter · Ausztrália (AUS)                                                            | 1,98 m     | Bjørn Paulson · Norvégia (NOR)                                                               | 1,95 m    | George Stanich · Egyesült Államok (USA)                                                 | 1,95 m    |
| Rúdugrás                                                      | Guinn Smith · Egyesült Államok (USA)                                                      | 4,30 m     | Erkki Kataja · Svédország (SWE)                                                              | 4,20 m    | Bob Richards · Egyesült Államok (USA)                                                   | 4,20 m    |
| Távolugrás                                                    | Willie Steele · Egyesült Államok (USA)                                                    | 7,82 m     | Theo Bruce · Ausztrália (AUS)                                                                | 7,68 m    | Herb Douglas · Egyesült Államok (USA)                                                   | 7,48 m    |
| Hármasugrás                                                   | Arne Åhman · Svédország (SWE)                                                             | 15,40 m    | George Avery · Ausztrália (AUS)                                                              | 15,36 m   | Ruhi Sarıalp · Törökország (TUR)                                                        | 15,02 m   |
| Súlylökés                                                     | Wilbur Thompson · Egyesült Államok (USA)                                                  | 17,12 m    | Jim Delaney · Egyesült Államok (USA)                                                         | 16,68 m   | James Fuchs · Egyesült Államok (USA)                                                    | 16,42 m   |
| Diszkoszvetés                                                 | Adolfo Consolini · Olaszország (ITA)                                                      | 52,78 m    | Giuseppe Tosi · Olaszország (ITA)                                                            | 51,78 m   | Fortune Gordien · Egyesült Államok (USA)                                                | 50,77 m   |
| Kalapácsvetés                                                 | Németh Imre · Magyarország (HUN)                                                          | 56,07 m    | Ivan Gubijan · Jugoszlávia (YUG)                                                             | 54,27 m   | Bob Bennett · Egyesült Államok (USA)                                                    | 53,73 m   |
| Gerelyhajítás                                                 | Tapio Rautavaara · Finnország (FIN)                                                       | 69,77 m    | Steve Seymour · Egyesült Államok (USA)                                                       | 67,56 m   | Várszegi József · Magyarország (HUN)                                                    | 67,03 m   |
| Tízpróba                                                      | Bob Mathias · Egyesült Államok (USA)                                                      | 7138       | Ignace Heinrich · Franciaország (FRA)                                                        | 6974      | Floyd Simmons · Egyesült Államok (USA)                                                  | 6950      |

### Női számok
| Az 1948. évi nyári olimpiai játékok érmesei női atlétikában | |             |                                                                                       |          |                                                                              |          |
| Versenyszám                                                 | Arany | Arany       | Ezüst                                                                                 | Ezüst    | Bronz                                                                        | Bronz    |
| 100 m                                                       | Fanny Blankers-Koen · Hollandia (NED)                                                                           | 11,9        | Dorothy Manley · Nagy-Britannia (GBR)                                                 | 12,2     | Shirley Strickland · Ausztrália (AUS)                                        | 12,2     |
| 200 m                                                       | Fanny Blankers-Koen · Hollandia (NED)                                                                           | 24,4        | Audrey Williamson · Nagy-Britannia (GBR)                                              | 25,1     | Audrey Patterson · Egyesült Államok (USA)                                    | 25,2     |
| 4×100 m                                                     | Hollandia (NED) · Xenia Stad-de Jong · Netty Witziers-Timmer · Gerda van der Kade-Koudijs · Fanny Blankers-Koen | 47,5        | Ausztrália (AUS) · Shirley Strickland · June Maston · Elizabeth McKinnon · Joyce King | 47,6     | Kanada (CAN) · Violet Meyers · Nancy Mackay · Dianne Foster · Patricia Jones | 47,8     |
| 80 m gátfutás                                               | Fanny Blankers-Koen · Hollandia (NED)                                                                           | 11,2 =OR    | Mauren Gardner · Nagy-Britannia (GBR)                                                 | 11,2 =OR | Shirley Strickland · Ausztrália (AUS)                                        | 11,4     |
| Magasugrás                                                  | Alice Coachman · Egyesült Államok (USA)                                                                         | 1,68 m      | Dorothy Odam-Tyler · Nagy-Britannia (GBR)                                             | 1,68 m   | Micheline Ostermeyer · Franciaország (FRA)                                   | 1,61 m   |
| Távolugrás                                                  | Gyarmati Olga · Magyarország (HUN)                                                                              | 5,695 m OR  | Noemí Simonetto · Argentína (ARG)                                                     | 5,600 m  | Ann-Britt Leyman · Svédország (SWE)                                          | 5,575 m  |
| Súlylökés                                                   | Micheline Ostermeyer · Franciaország (FRA)                                                                      | 13,750 m OR | Amelia Piccinini · Olaszország (ITA)                                                  | 13,095 m | Ina Schäffer · Ausztria (AUT)                                                | 13,080 m |
| Diszkoszvetés                                               | Micheline Ostermeyer · Franciaország (FRA)                                                                      | 41,92 m     | Edera Cordiale · Olaszország (ITA)                                                    | 41,17 m  | Jacqueline Mazéas · Franciaország (FRA)                                      | 40,47 m  |
| Gerelyhajítás                                               | Herma Bauma · Ausztria (AUT)                                                                                    | 45,57 m     | Kaisa Parviainen · Finnország (FIN)                                                   | 43,79 m  | Lily Carlstedt · Dánia (DEN)                                                 | 42,08 m  |